# Dietzhölztal
Dietzhölztal település Németországban, Hessen tartományban. Lakosainak száma 5622 fő (2023. december 31.). Dietzhölztal Eschenburg, Haiger és Netphen községekkel határos.

## Népesség
A település népességének változása:
| Lakosok száma | 5904 | 5650 | 5580 | 5518 | 5611 | 5622 |
|               | 2015 | 2017 | 2019 | 2021 | 2022 | 2023 |